# Seung Sahn

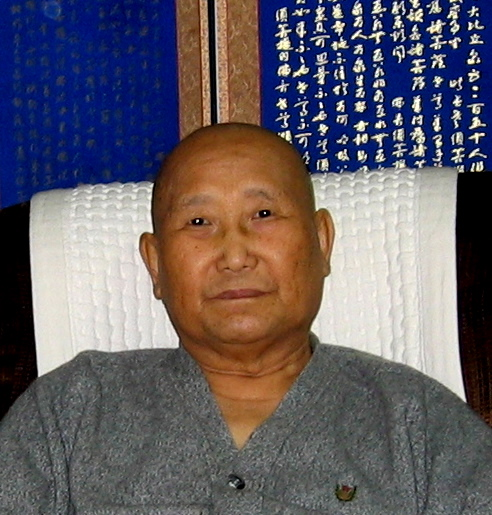

Seung Sahn Haeng Won (coreano: 숭산 행원 대선사, hanja: 崇山 行 愿 大 禅师; Sunchon, actual Corea del Norte, 1 de agosto de 1927 - Seúl, 30 de noviembre de 2004), cuyo nombre título honorífico era Dae Dae Soen-sa Nim (Gran Gran Maestro Zen), fue un monje budista y maestro zen surcoreano.

## Biografía
Seung Sahn nació Dok-En Lee en SEUN Choen, Corea (ahora Corea del Norte) en 1927 de padres presbiterianos. En 1944 se unió a un movimiento clandestino de resistencia en respuesta a la actual ocupación japonesa de Corea. Fue capturado por la policía japonesa y, tras evitar una sentencia de muerte, pasó un tiempo en prisión. Tras su liberación, estudió filosofía occidental de la Universidad Dongguk en Corea del Sur. Un día, un amigo suyo le prestó una copia del Sutra del Diamante. Al leer el texto, se convirtió en inspiración para ordenarse como monje y dejar la escuela -recibiendo los preceptos Vinaya en 1948. Seung Sahn practicó cien retiros en solitario en las montañas de Corea, viviendo con una dieta de agujas de pino y agua de lluvia. Se dice que alcanzó la iluminación en este retiro. Buscando a un maestro que pudiera confirmar su iluminación, encontró Ko Bong Soen Sa Nim, quien le dijo mantuviera su mente en un no-saber. En el otoño de 1948 Seung Sahn aprendió duelos Dharma mientras estuvo sentado durante 100 días en la postura de sesshin en Su Dok Sa -donde era conocido por provocarse daño, y estuvo a punto de ser expulsado del monasterio. Después de concluir el sesshin recibió el inka de dos amos, Keum Bong y Keum Oh. Luego fue a ver a Ko Bong, quien confirmó la iluminación Seung Sahn de 25 de enero de 1949 (dando Seung Sahn la transmisión del Dharma). Seung Sahn es la única persona a quien Ko Bong le otorgó la transmisión del Dharma. Pasó los tres años siguientes en silencio observado.

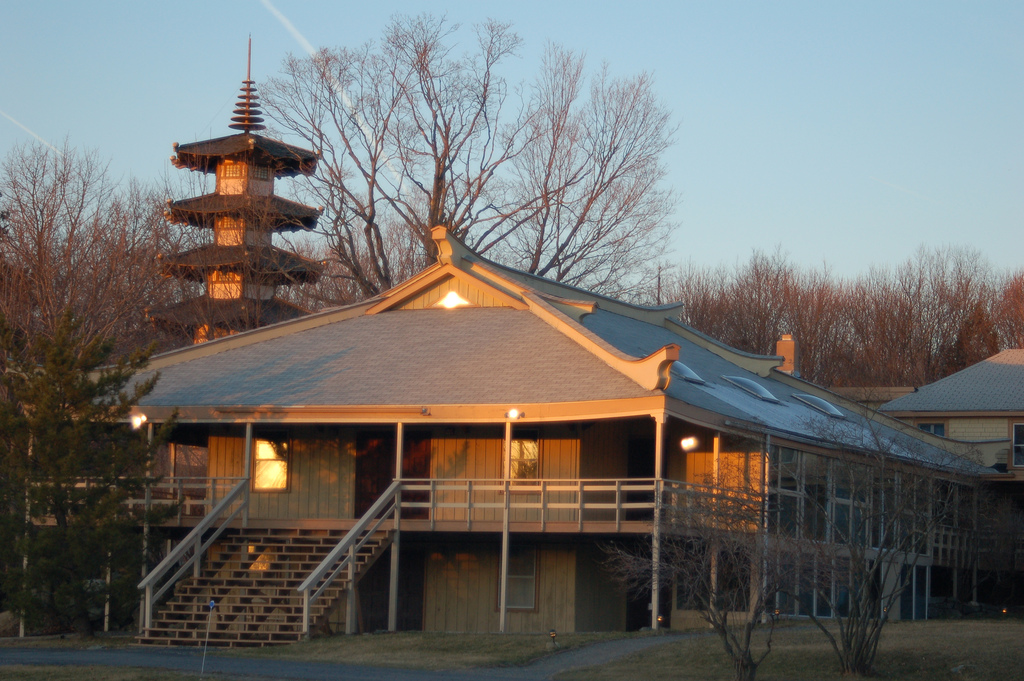
Centro Zen de Providence en Cumberland, Rhode Island

Reclutado en el ejército de Corea del Sur en 1953, se desempeñó como capellán del ejército y luego como capitán por casi cinco años, tomando el relevo de Ko Bong como abad del templo Hwa Juego Sah en Seúl, Corea del Sur en 1957. En la década siguiente se iría a los templos que se encuentran en Hong Kong y Japón. Mientras que en Japón estaba familiarizado con el kong-an,una tradición de la secta Rinzai, probablemente sometidos a kong-un estudio con un maestro Rinzai. Llegaron a los Estados Unidos en 1972, se estableció en Providence, Rhode Island y trabajó en una lavandería como técnico pasando gran parte de su tiempo libre mejorando su inglés. Poco después de llegar, encontró a sus primeros estudiantes en la cercana Universidad de Brown, la mayoría de los cuales llegaron por medio de una recomendación de un profesor de allí. Entre estos estudiantes primero fue Jacob Perl, quien ayudó a fundar el Centro Zen de Providence con los demás.
En 1974 comenzó la fundación Seung Sahn más centros Zen en los Estados Unidos - su escuela todavía aún no se establece - a partir de Dharma Zen Center en Los Ángeles, California, un lugar donde los laicos y monjes podían practicar y vivir juntos. Al año siguiente se fue a fundar la Internacional Chogye Zen Center de Nueva York, y luego en 1977 Vaciar Centro Zen Puerta. Mientras tanto, en 1979, el Centro Zen de Providence movido de su ubicación en la Providencia a su espacio actual en Cumberland, Rhode Island.
La Escuela Kwan Um de Zen fue fundada en 1983 y a diferencia de la práctica más tradicional en Corea, Seung Sahn permitió a los laicos en el linaje de vestir la túnica de un monje budista. El celibato no era necesario, y los rituales de la escuela eran únicos. Por ejemplo: si bien en la Escuela Kwan Um se utilizan Seon tradicional y ritual Zen japonés, los elementos de su práctica también se parecen mucho a los rituales encontrados a menudo en la Tierra Pura, Ch'an y tradiciones Huayen. En 1986, junto con un antiguo alumno y heredero del Dharma Dae Gak, Seung Sahn fundó un centro de retiros y el templo de la ciudad en Clay, de Kentucky llamado horno de montaña, el nombre del templo es Kwan Se Um San Ji Sah (o, perciben Mundial de sonido High Ground Templo ). El centro funciona con independencia del organismo Kwan Um a día de hoy.
Durante su mandato como rector de profesores, Seung Sahn nombró muchos herederos de Dharma. Él creó el título de Ji Do Poep Sa Nim (JDPSN) para aquellos que no están listos para la plena transmisión del Dharma, pero son capazes de enseñar más claramente. En 1977 Seung Sahn fue hospitalizado por tener latidos irregulares del corazón, y se descubrió que tenía diabetes avanzada. Él había estado entrando y saliendo de hospitales por complicaciones del corazón durante años anteriores a su muerte, y en 1987 empezó a pasar mucho menos tiempo en su residencia en el Centro Zen de Providence. A partir de 1990, y bajo invitación de Mijail Gorbachov, Seung Sahn comenzó a hacer viajes a la URSS para enseñar. Su estudiante, Myong Gong Sunim, más tarde abrió un centro de práctica en el país (Novgorod Centro de Meditación Zen). A lo largo de los años 90 también hizo viajes a Israel, que condujo a la apertura de 1999 del Centro Zen de Tel Aviv. El resto de su vida los pasó con cierta la mala salud, en el año 2000 le colocaron un marcapasos en el pecho, y en 2002 sufrió una insuficiencia renal. En junio de 2004 se le concedió el título honorífico Dae Soen Sa Nim por la orden en conmemoración Jogye de sus logros, la suma de los títulos de la orden puede conceder. Dae Soen Sa Nim se traduce como "Gran Maestro Zen de Honor." Seung Sahn murió poco después del 30 de noviembre de 2004 a los 77 años en su natal Corea, en Hwa Juego Sah, el primer templo en el que sirvió como abad a partir de 1957.

## Historia

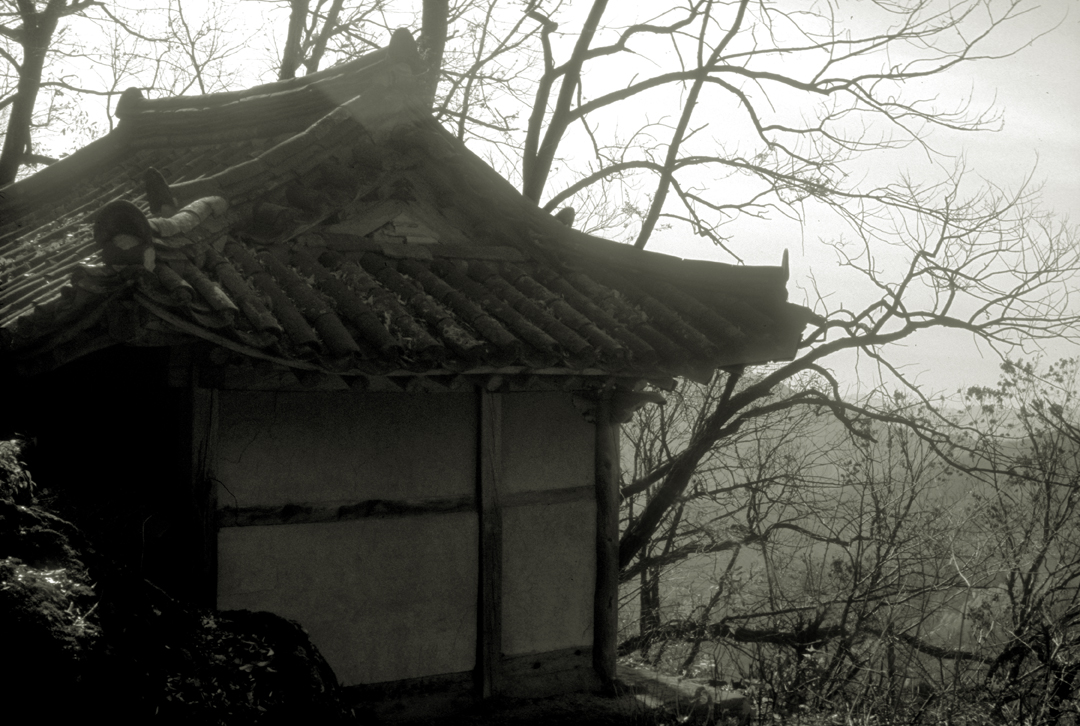
Seung Sahn ermita, donde pasó la mayor parte de sus últimos años

En aquel tiempo, Corea estaba bajo el severo control militar de los japoneses, y toda libertad política y cultural había sido brutalmente reprimida. En 1994, Soen-Sa se unió al movimiento clandestino para la independencia de Corea. A los pocos meses fue apresado por la policía japonesa y se libró por muy poco de la pena de muerte. Tras ser puesto en libertad, él y dos amigos suyos robaron varios miles de dólares a sus padres y cruzaron la fuertemente vigilada frontera de Manchuria en un fracasado intento de unirse al Ejército Libre de Corea.

## Primer retiro
En los años que siguieron a la Segunda Guerra Mundial, mientras estudiaba filosofía occidental en la Universidad de Dong Guk, la situación en Corea del Sur se volvió cada vez más caótica. Un día Soen-sa llegó a la conclusión de que no podría ayudar a la gente a través de sus actividades políticas o de sus estudios académicos. Así que se afeitó la cabeza y se fue a las montañas haciendo la promesa de no volver hasta que no hubiera alcanzado la verdad absoluta.

## Segundo retiro
Soen-sa ya había comprendido los sutras. Se dio cuenta de que lo único importante ahora era practicar. Así que, diez días después de su ordenación, se adentró más en las montañas y empezó un retiro de cien días en la Montaña Won Gak (la Montaña de la Perfecta Iluminación). Solamente comía hojas de pino secas y pulverizadas. Durante veinte horas al día cantaba el Gran Dharani de la Energía Original de la Mente. Varias veces al día tomaba baños de agua helada. Era una práctica muy rigurosa.
Pronto fue asaltado por las dudas. ¿Por qué era ese retiro necesario? ¿Por qué tomar medidas extremas? ¿No podría bajar a un pequeño templo en un valle tranquilo, casarse como un monje japonés y alcanzar la iluminación gradualmente en el seno de una familia feliz? Una noche estos pensamientos se volvieron tan fuertes que decidió marcharse y empaquetó sus pertenencias. Pero la mañana siguiente su mente estaba más clara y las desempaquetó. Unos días más tarde volvió a ocurrir lo mismo. Y durante las semanas siguientes empaquetó y desempaquetó nueve veces.
Habían pasado cincuenta días y el cuerpo de Soen-sa se encontraba muy exhausto. Cada noche tenía visiones terroríficas. Aparecían demonios de la oscuridad y le hacían gestos obscenos. Vampiros se arrastraban tras él y rodeaban su cuello con sus fríos dedos. Enormes escarabajos roían sus piernas. Tigres y dragones permanecían frente a él rugiendo. Se encontraba sumido en un terror constante.
Esta situación continuó durante un mes, luego las visiones se transformaron en visiones de gozo. A veces Buda venía y le enseñaba un sutra. En ocasiones aparecían Bodhisattvas con trajes preciosos y le decía que iría al cielo. Otras veces caía exhausto y Kwan Se Um Bosal le despertaba gentilmente. Al cabo de ochenta días su cuerpo estaba fuerte. Su piel se había vuelto verde por las agujas de pino.
Un día, una semana antes de que su retiro terminara, Soen-sa estaba caminando fuera, cantando y manteniendo el ritmo con su moktak. Repentinamente dos muchachos, de once o doce años, aparecieron a cada uno de sus lados e hicieron una reverencia. Iban vestidos con hábitos de muchos colores y sus caras eran de una belleza no terrenal. Soen-sa estaba muy sorprendido. Su mente se encontraba fuerte y perfectamente clara, ¿cómo podían haberse materializado esos demonios? Siguió avanzando por el estrecho sendero de montaña y los dos muchachos le siguieron, caminando directamente a través de las rocas a cada lado del sendero. Caminaron juntos en silencio durante media hora, entonces, de vuelta al altar, cuando Soen-sa se alzó de su reverencia habían desaparecido. Esto ocurrió cada día durante una semana.
Finalmente llegó el día número cien. Soen-sa estaba fuera cantando y golpeando el moktak. De pronto su cuerpo desapareció, y se encontró en es espacio infinito. Desde muy lejos podía escuchar los golpes del moktak y el sonido de su propia voz. Permaneció en este estado durante algún tiempo. Cuando retornó a su cuerpo entendió. Las rocas, el río, todo lo que podía ver, todo lo que podía oír, todo eso era su verdadero ser. Todas las cosas son exactamente como son. La verdad es simplemente así.
Soen-sa durmió muy bien aquella noche. Cuando despertó a la mañana siguiente vio a un hombre subiendo la montaña y luego algunos cuervos que salían volando de un árbol. Escribió en siguiente poema:
El camino al pie de la Montaña Won Gak
no es el camino actual.
El hombre que sube con su mochila
no es un hombre del pasado.
Toc, toc, toc... sus pisadas
traspasan el pasado y el presente.
Cuervos afuera del árbol.
Cuac, cuac, cuac.

## Seung Sahn y el maestro Ko Bong
Poco después de bajar de la montaña encontró al Maestro Zen Ko Bong, cuyo maestro había sido el Maestro Zen Mang Gong. Ko Bong tenía la reputación de ser el Maestro Zen más brillante de Corea y uno de los más severos. Es esa época enseñaba solo a laicos; los monjes, decía, no eran lo suficientemente ardientes para ser buenos estudiantes Zen. Soen-sa quería probar su iluminación con Ko Bong, así que se acercó a él con un moktak y dijo, "¿Qué es esto?" Ko Bong cogió el moktak y lo golpeó. Esto fue exactamente lo que Soen-sa esperaba que hiciera.
Soen-sa dijo entonces, "¿Cómo debería practicar el Zen?"
Ko Bong dijo, "Un monje le preguntó una vez al Maestro Zen Jo-ju, '¿Por qué vino Bodhidharma a China?' Jo-ju respondió, 'El pino en el jardín' ¿Qué significa esto?
Soen-sa comprendió pero no supo cómo responder. Dijo, "No lo sé"
Ko Bong dijo, "Sólo mantén esta mente que no sabe. Esta es la verdadera práctica Zen." 

## Multimedia

### Audio
- 2000  Chanting Instructional CD
- Perceive World Sound Zen Chanting CD (from 1978)

### Video
- 1992 Wake Up! On the Road with a Zen Master (DVD and VHS) - Watch at Google Video
- 1993 Sun Rising East (VHS)